# Triage (Film)
Triage ist ein irisch-französisch-spanisches Filmdrama aus dem Jahr 2009 mit Colin Farrell, Paz Vega und Christopher Lee, das auf dem gleichnamigen Roman von Scott Anderson beruht. 

## Handlung
Die Kriegsfotografen und guten Freunde Mark Walsh und David fotodokumentieren das Leben einer kurdischen Rebellengruppe in ihrem Camp in Kurdistan während der Anfal-Operation 1988/1989. Dabei beobachten sie auch die titelgebende Triage – das Aussortieren von Kriegsverletzten – von Dr. Talzani. Dabei werden die aus dessen Sicht und unter den gegebenen Bedingungen todgeweihten Verletzten ins Freie gebracht und von ihm selbst erschossen. David, der mit dem Gesehenen weit weniger gut klarkommt als Mark, drängt diesen, das Camp zu verlassen, doch Mark überredet David, zumindest noch die für die nächsten Tage angekündigte Offensive abzuwarten. Als die beiden einen Überfall der Rebellen auf einen irakischen Konvoi dokumentieren und die Offensive wiederum verschoben wird, verlässt David die Gruppe, um zu Fuß zum Camp und von dort nach Hause zurückzukehren. Der Film macht hier einen Sprung und fährt mit Mark fort, der als Verletzter im Camp die Triage durchmacht. Er erholt sich jedoch von seinen Verletzungen und kann nach Hause zu seiner Frau Elena zurückkehren. Hier erfährt er, dass David noch nicht wieder zurückgekehrt ist. Mark ist nach seiner Rückkehr verändert, er spielt seine Verletzungen herunter und ist eher wortkarg und abwesend. Nach einem Zusammenbruch wird er in ein Krankenhaus eingeliefert, wo ihm ein Schrapnell aus dem Kopf herausoperiert wird. Seine Frau ist besorgt, da er ihr nichts davon erzählt hat, und schaltet ihren Großvater ein, der als Psychiater im Franco-Regime gearbeitet hat. Dieser beginnt mit Mark scheinbar harmlose Gespräche zu führen, die ihn aber nach und nach näher bringen an Marks Problem. Schließlich berichtet Mark in Anwesenheit von Davids hochschwangerer Frau Diane, dass er seinerzeit zusammen mit David die Offensive verlassen hat und zu Fuß zum Camp zurückkehren wollte. Dabei wurde David von einer Granate schwer verletzt. Diane bekommt bei der Erzählung Wehen und muss ins Krankenhaus gebracht werden. Hier erzählt Mark Elena und ihrem Großvater noch die restlichen Geschehnisse: Während er David huckepack zum Camp bringen will, müssen die beiden einen Fluss durchqueren. Als sich David in Panik an Mark klammert, droht dieser zu ertrinken. Mark kann sich befreien, doch David stirbt und Mark lässt den toten Freund den Fluss hinabtreiben.

## Kritiken
- Cinema schreibt: „Im Film gelingt es ihm [Danis Tanovic] allerdings nur bedingt, die innere Zerrissenheit seiner Figur glaubhaft darzustellen“,[2] doch gleichzeitig inszenierte er „verhalten und bestechend sachlich“.
- Moviemaze schreibt: „Ein interessantes Projekt über Moral und Schuld, bei dem einiges an Potenzial vergeudet wurde.“[3]
- eFilmCritric.com schreibt: „There are tiny pockets of sincerity here worth a view, but the lasting essence is missing, making “Triage” a half-realized affair with enough stillborn passion for three movies.“[4]
- Virtual DVD Magazine schreibt: „Authentisches und realistisches Anti-Kriegs-Drama um einen Kriegsfotografen, der nach seiner Rückkehr mit den psychologischen Folgen zu kämpfen hat – mit Colin Farrell und Christopher Lee in Bestform.“[5]

## Produktionsdetails
Der Film wurde zwischen April und Juni 2008 in Irland und Spanien gedreht.